# Reinier Monteagudo
Reinier Monteagudo Romero, es un luchador cubano de lucha grecorromana. Ganó una medalla de oro en Campeonato Panamericano de 2015.